# يونج إف سي أوتريخت
يونج إف سي أوتريخت هو فريق كرة قدم هولندي تأسس عام 1970م، يلعب النادي مبارياته على أرضه في ملعب أوتريخت.